# HD 111968
HD 111968，又名CD-39 7893，SAO 203907、HR 4889，是一颗恒星，视星等为4.27，位于銀經303.34，銀緯22.69，其B1900.0坐标为赤經12h 47m 53.7s，赤緯-39° 22.69′ 6″。